# Colle Svalut
Il Colle Svalut è una montagna delle Dolomiti d'Oltre Piave che si trova nel comune di Perarolo, a nord del torrente Valmontina.

## Accesso
Al Colle Svalut si arriva partendo da Caralte, frazione di Perarolo, con il sentiero segnato 365.